# Okręg wyborczy Melton
Okręg wyborczy Melton – powstał w 1885 roku i wysyłał do brytyjskiej Izby Gmin jednego deputowanego. Okręg obejmował miasto Melton Mowbray w hrabstwie Leicestershire. Został zlikwidowany w roku 1983.

## Deputowani do brytyjskiej Izby Gmin z okręgu Melton
- 1885–1888: lord John Manners, Partia Konserwatywna
- 1888–1895: Henry Manners, markiz Granby, Partia Konserwatywna
- 1895–1900: lord Edward Manners, Partia Konserwatywna
- 1900–1906: lord Cecil Manners, Partia Konserwatywna
- 1906–1910: Henry de Rosenbach Walker, Partia Liberalna
- 1910–1924: Charles Yate, Partia Konserwatywna
- 1924–1945: William Lindsay Everard, Partia Konserwatywna
- 1945–1956: Anthony Nutting, Partia Konserwatywna
- 1956–1974: Mervyn Pike, Partia Konserwatywna
- 1974–1983: Michael Latham, Partia Konserwatywna